# KEYLAND : Uncanny Valley
《KEYLAND : Uncanny Valley》는 샤이니의 멤버 Key의 네번째 콘서트 투어이다.

## 개요
2025년 7월 24일, SM 엔터테인먼트는 Key의 네번째 단독 콘서트의 3일간의 일정을 공개하였고 뒤이어 8월 1일에는 팬클럽 선예매가, 4일에는 멜론티켓을 통해 일반 예매가 진행되었다.

## 투어 일정
| 날짜             | 도시     | 국가     | 장소                         | 관객 수       |
| ---------------- | -------- | -------- | ---------------------------- | ------------- |
| 2025년 9월 26일  | 서울     | 대한민국 | SK올림픽핸드볼경기장         | 통산 15,000명 |
| 2025년 9월 27일  | 서울     | 대한민국 | SK올림픽핸드볼경기장         | 통산 15,000명 |
| 2025년 9월 28일  | 서울     | 대한민국 | SK올림픽핸드볼경기장         | 통산 15,000명 |
| 2025년 10월 4일  | 타이베이 | 중화민국 | 타이베이 뮤직 센터           | 2,000명       |
| 2025년 10월 18일 | 싱가포르 | 싱가포르 | 캐피톨 시어터                | 900명         |
| 2025년 11월 29일 | 동경     | 일본     | 국립 요요기 경기장 제1체육관 | 통산 24,000명 |
| 2025년 11월 30일 | 동경     | 일본     | 국립 요요기 경기장 제1체육관 | 통산 24,000명 |

## 세트 리스트
- 공연 후 기록 예정

## 제작
- 주최, 주관 : SM 엔터테인먼트, 드림메이커